# Bilety kasowe Księstwa Warszawskiego
Bilety kasowe Księstwa Warszawskiego – papierowe znaki pieniężne nazwane biletami kasowymi, wyemitowane z datą 1 grudnia 1810 w okresie Księstwa Warszawskiego.

## Historia biletów kasowych Księstwa Warszawskiego
Na mocy pokoju w Tylży w 1807 r. utworzono niewielkie, uzależnione od Francji państewko – Księstwo Warszawskie. 
Wprowadzony w 1810 r. ustrój monetarny księstwa nawiązywał do ustroju z okresu insurekcji kościuszkowskiej. Ustanowiono stopę menniczą dostosowaną do monety pruskiej, a nawet niewiele od niej wyższą (zawartość czystego srebra w talarze była o 0,2 grama niższa niż w pruskim odpowiedniku). Pomimo nawiązań do reformy z 1794 r. pieniądze ukształtowano na wzór saski, ze względu na unię personalną z Saksonią. W księstwie równolegle obiegały pieniądze saskie o tych samych nazwach, ale różniące się kursem, wyższym przeciętnie o 6%.
Gospodarka księstwa znajdowała się w ciężkim stanie z powodów:
- ogromnych zniszczeń wojennych,
- konieczności wyposażenia i utrzymania dużej armii,
- spłacania kredytów zaciągniętych przez obywateli w bankach pruskich, które przejął teraz rząd francuski (tzw. sumy bajońskie).

W skarbie był dotkliwy deficyt gotówki. Saski doradca finansowy Manteuffel opracował projekt dekretu o emisji pieniądza papierowego, który król Fryderyk August podpisał 29 grudnia 1810 r., antydatowany na 1 grudnia 1810 r., ze względu na trwający już druk dekretowanych znaków pieniężnych. Jako instytucję emisyjną powołano Komisję do Dyrekcji Biletów Kasowych, niezależną od polskiego rządu księstwa, podległą bezpośrednio królowi Saksonii.
Bilety weszły do obiegu dopiero 2 lipca 1811 r. Były drukowane w Dreźnie, w ogólnym nakładzie 1 010 000 sztuk, o łącznej wartości 9 mln złotych polskich. Dekretem nadano im nazwę „Kassowy-Bilet Xięstwa Warszawskiego”. Były emitowane w odcinkach o wartości: 1, 2 i 5 talarów (1 talar = 6 złote polskie). Każdy z rodzajów biletów o wymiarach około 98 x 177 mm miał:
- faksymile podpisów jednej z dziewięciu par – komisarza i kontrolera,
- znaki wodne,
- suche stemple z herbem króla oraz
- stempel kontrolera.

Ich grafika była wzorowana na podobnych biletach saskich.
Podobnie jak w przypadku biletów insurekcji kościuszkowskiej miały również charakter substytutowy i były zabezpieczone na przewidywanych przychodach celnych. Nie miały one jednak kursu przymusowego a jedynie kasowy i to tylko do połowy wpłacanej kwoty. Dodatkowo przy wymianie na srebrny kurant dokonywano potrącenia czterech groszy od jednego talara – agio wynosiło ponad 2%. 
Emisja biletów Księstwa Warszawskiego, poza sposobem na poradzenie sobie z ogromnym deficytem skarbu, miała również na celu wyeliminowanie z obiegu austriackich bankocetli.
Ze względu na powszechny brak zaufania do biletów kasowych, m.in. z powodu potrącania adio przy ich wymianie w kasie, obieg biletów był niewielki i nie przekraczał 3 mln złotych polskich. Skarb księstwa nie odniósł dużych korzyści z tej emisji.
W 1812 r. Wielka Armia Napoleona poniosła klęskę w wojnie z Rosją, co spowodowało w rezultacie zajęcie i okupację Księstwa Warszawskiego przez wojsko rosyjskie. Wśród posiadaczy biletów kasowych wybuchła panika. Kasa zmuszona była do całkowitej ich wymiany na monety. Pozostające u ludności kilkanaście tysięcy biletów kasowych miało być wykupione w latach 1815–1816 przez działającą w Królestwie Polskim Centralną Komisję Likwidacyjną byłego Księstwa Warszawskiego. Pomimo ostemplowania tych biletów pieczątką o treści „Kommis. Central. Likwid.” do ich wykupu nigdy nie doszło. Stały się jeszcze jedną pamiątką narodową.

## Bilety kasowe emisji 1810[7][8][9]

### Bilety obiegowe
| Nominał   | Awers i rewers biletu | Charakterystyka        |
| --------- | --------------------- | ---------------------- |
| 1 talar   |                       | Emisja: 1 grudnia 1810 |
| 2 talary  |                       | Emisja: 1 grudnia 1810 |
| 5 talarów |                       | Emisja: 1 grudnia 1810 |

### Wzory

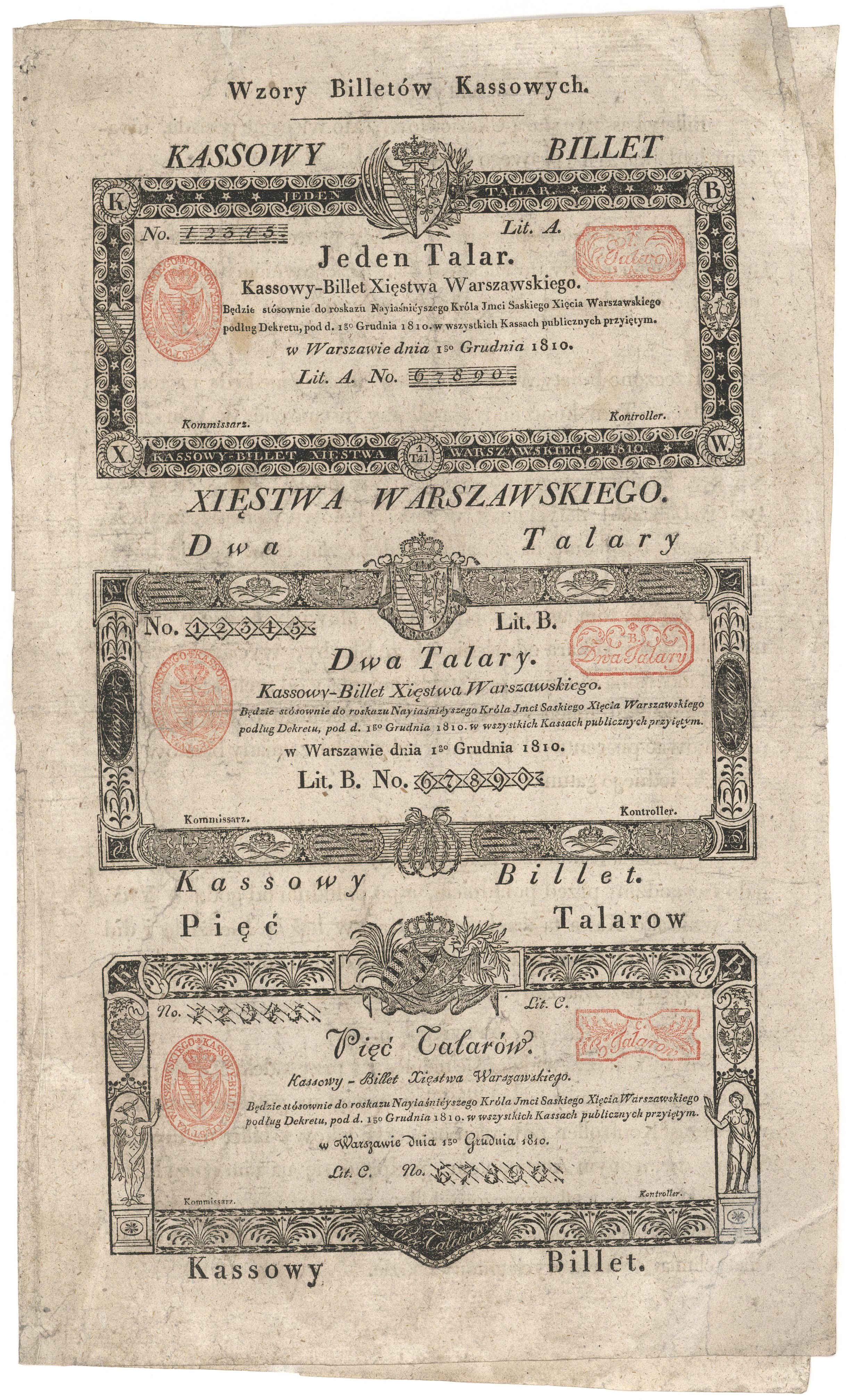
komplet wzorów
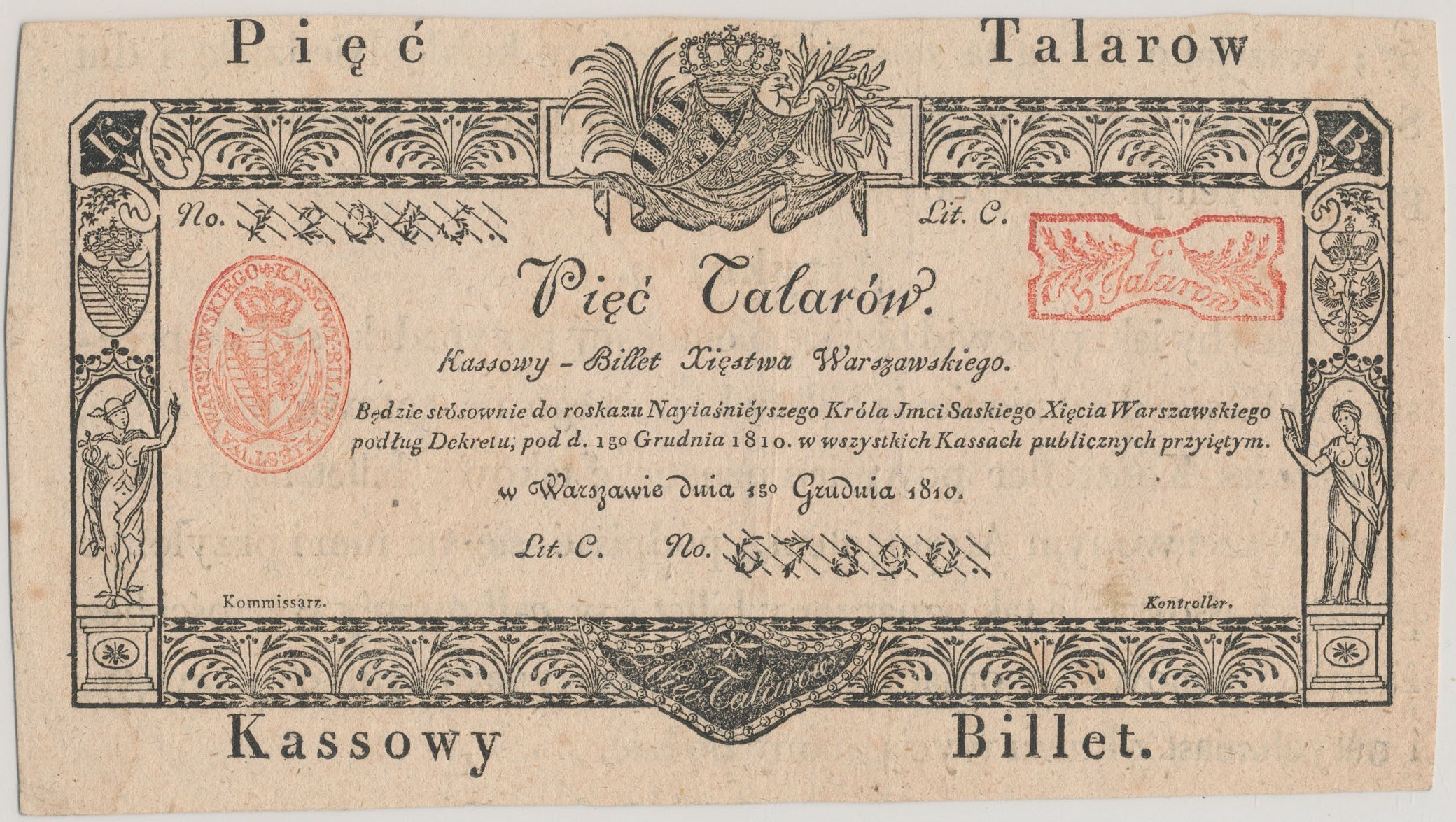
awers wzoru biletu 5 talarów
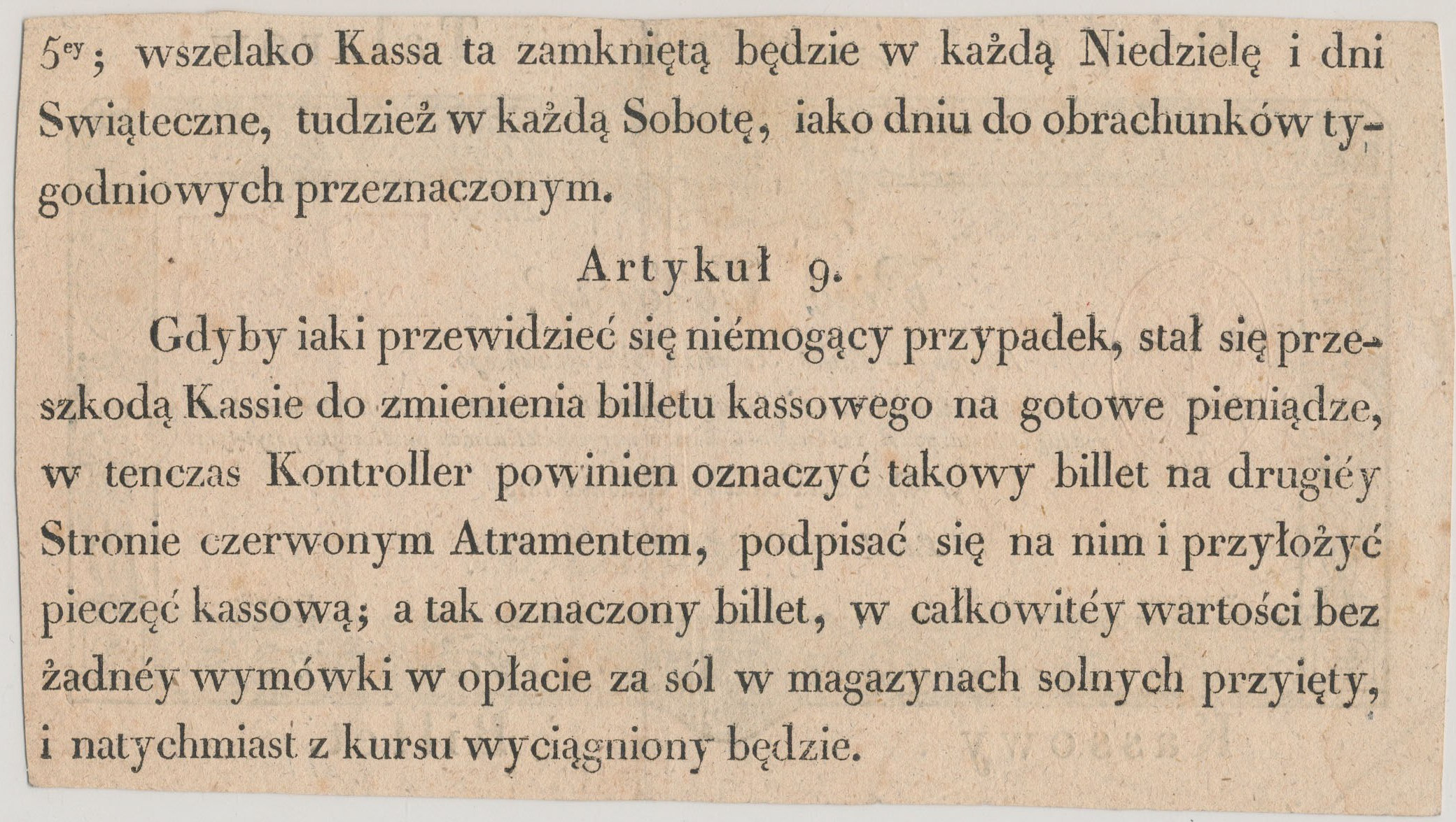
rewers wzoru biletu 5 talarów